# Choerophryne darlingtoni
Choerophryne darlingtoni es una especie de anfibios de la familia Microhylidae.

## Distribución geográfica
Se encuentra en Papúa Nueva Guinea. Se encuentra amenazada por la pérdida de su hábitat natural.